# Büttenhardt
Büttenhardt je mjesto u Švicarskoj u kantonu Schaffhausen.

## Zemljopis
Büttenhardt se nalazi na uzvisini nekoliko kilometara sjeveroistočno od grada Schaffhausena s oko 658 m nadmorske visine.

## Povijest
1238. godine Büttenhardt se prvi put spominje kao Butinhart.

## Stanovništvo
Büttenhardt je mjesto s 356 stanovnika.

## Galerija
- Büttenhardt

## Vanjske poveznice
- Službena stranica